# Byblus
Byblus (łac. Diœcesis Bybliensis) – stolica historycznej diecezji w Cesarstwie Rzymskim (prowincja Fenicia I), współcześnie w Libanie.

## Historia
Za pierwszego biskupa Byblusu (Byblosu) tradycja uznaje św. Marka Ewangelistę, jednak naukowcy, np. Raymond Janin, twierdzą, że nie ma to pokrycia w rzeczywistości. Pierwsze pewne wzmianki o diecezji pochodzą z IV wieku. W XIV w. formalnie ustanowiona katolickim biskupstwem tytularnym, od 2016 nie jest obsadzona.

## Biskupi tytularni
| Lp. | Biskup                             | Od                | Do                   |
| --- | ---------------------------------- | ----------------- | -------------------- |
| 1   | Ugo OP                             | 1306              | 25 lutego 1306       |
| 2   | Placido (Guarnerio) Pavanello OSB  | 9 stycznia 1454   | 24 stycznia 1457     |
| 3   | Giacomo de Mansuetis OSB           | 25 lutego 1457    | brak danych          |
| 4   | Rajmund OSB                        | 4 września 1461   | brak danych          |
| 5   | Guy Vigier OSB                     | 1468              | brak danych          |
| 6   | Jean Billart OSB                   | 18 marca 1476     | brak danych          |
| 7   | Francisco de San Justo OSA         | 13 marca 1493     | brak danych          |
| 8   | García de Chinchilla OP            | 18 września 1500  | 1502                 |
| 9   | Blas de Fernando OCist             | 19 kwietnia 1507  | brak danych          |
| 10  | Jean de Mayer OCarm                | 13 listopada 1517 | 5 lipca 1522         |
| 11  | Johann Paul Ciurletti              | 23 stycznia 1617  | 1640                 |
| 12  | Jan Konstanty Wożuczyński          | 22 stycznia 1680  | 28 stycznia 1687     |
| 13  | Dominik Piotr Karwosiecki OFMConv. | 9 maja 1774       | 28 kwietnia 1782     |
| 14  | Stefan Łubieński                   | 29 listopada 1790 | 21 maja 1808         |
| 15  | Tomasz Nowiński                    | 23 września 1816  | 4 stycznia 1840      |
| 16  | Francesco Zaloni                   | 15 lutego 1842    | 7 lipca 1843         |
| 17  | François Pellerin MEP              | 11 marca 1844     | 27 sierpnia 1852     |
| 18  | Bernabé García Cezón OP            | 9 września 1864   | 20 października 1899 |
| 19  | Franz Wolf SVD                     | 16 marca 1914     | 23 lutego 1944       |
| 20  | Ferdinando Pasini OFM              | 13 lipca 1944     | 11 kwietnia 1946     |
| 21  | Daniel-Auguste Lemonnier           | 9 sierpnia 1947   | 29 grudnia 1959      |
| 22  | Stéphane Desmazières               | 23 czerwca 1960   | 2 sierpnia 1965      |
| 23  | Edmond Farhat                      | 26 sierpnia 1989  | 17 grudnia 2016      |